# Klößweiher
Koordinaten: 49° 4′ 47″ N, 7° 40′ 24″ O
Das Naturschutzgebiet Klößweiher ist das kleinste Naturschutzgebiet im Landkreis Südwestpfalz in Rheinland-Pfalz. Das etwa 7 ha große Gebiet, das im Jahr 1984 unter Naturschutz gestellt wurde, erstreckt sich am nordöstlichen Rand der Ortsgemeinde Ludwigswinkel direkt an der östlich verlaufenden K 43. Der Rösselsbach durchfließt das Gebiet, nördlich verläuft die Landesstraße 478.